# Sit pardalenc costaner
El sit pardalenc costaner (Ammospiza maritima) és un ocell de la família dels passerèl·lids (Passerellidae) que habita la costa atlàntica i del Golf als Estats Units.

## Descripció
Els adults tenen les parts superiors de color marronós amb grisos a la capçada i el clatell i el pit de color grisenc amb vetes fosques, la cara fosca amb les galtes grises, la gola blanca i la cua curta i punxeguda. Els ocells mostren una petita ratlla groga just a sobre de l'ull. La mitjana d'esperança de vida típica és d'un màxim de 8 a 9 anys. El registre més antic de sit pardalenc costaner va ser un mascle que tenia almenys 10 anys quan va ser capturat i alliberat de nou durant unes jornades d'anellament a Carolina del Sud.

## Distribució i hàbitat
L'habitat del sit pardalenc costaner són els aiguamolls i pantans salobres de l'Atlàntic i del Golf de Mèxic, des del sud de l'estat de Nou Hampshire fins al sud de Texas amb l'excepció de la subespècie “Cape Sable” (A. m. mirabilis) que ho fa en pantans d'aigua dolça dels Everglades i els migrants de la subespècie del nord-est (A. m. maritima), que migren cap al sud-est per hivernar i pot aparèixer en llocs estranys, fins i tot al centre de les ciutats. Algunes maresmes estan molt allunyades de l'aigua salada i aquesta espècie nidifica fins a 13 milles terra endins en alguns pantans salobres. No totes les maresmes són aptes com a hàbitat ja que necessiten llocs que no s'inundin durant les marees més altes, de manera que alguns pantans molt baixos no són adequats per a la nidificació. Les densitats més altes de sit pardalenc costaner es donen en extensos pantans que tenen una barreja d'espècies vegetals i un mosaic de rieres de tal manera que tenen zones obertes amb possibilitat d'abundància de preses. També utilitzen zones cíclicament inundables obertes amb poca vegetació anomenades schorres ("pannes" en anglès). Els individus s'alimenten en aquest tipus d'hàbitat però generalment no hi nien perquè s'inunda regularment. Les espècies vegetals típiques que es troben en aquest hàbitat inclouen diferent tipus de joncs, spartines i poàcies. Aquestes espècies vegetals els proporcionen tant llavors com artròpodes (insectes, aranyes, etc.). Les parts més altes del pantans sovint tenen matolls com l'arbre de la cera (Myrica cerifera) o el xenixell i plantes amb flors de la família de les asteràcies. Al llarg de les vores de molts pantans ha prevalgut el canyís comú invasiu (Phragmites) El sit pardalenc costaner normalment no s'alimenta en rodals de canyes, però de vegades hi construeixen nius.
El niu és una copa oberta construïda normalment a la maresma sobre canyes de marea i herbes espartanes. Les femelles ponen de dos a cinc ous.

## Alimentació
S'alimenten a terra o a la vegetació dels pantans, de vegades sondejant al fang. Mengen principalment insectes, invertebrats marins i llavors. Les seves àrees d'alimentació solen estar a una certa distància de les àrees que trien per niar.

## Migració
Molts ocells probablement no són migratoris, encara que alguns sí que migren a la tardor de la zona més septentrional de l'àrea de reproducció i uns quants passen l'hivern al sud de les zones de reproducció conegudes a Florida i Texas.

## Nidificació
La femella selecciona un lloc dins del territori del mascle per construir el niu, generalment entre la vegetació de pantans més alta i entre 15 i 30cm sobre el sòl, de manera que el niu no s'inundi. El niu té forma de tassa compacta fet d'herbes gruixudes i revestit d'herbes més fines i sovint el cobreixen parcialment amb un dosser o una cúpula arrossegant les plantes vives adjacents. Els nius fan una mitjana d'uns 10cm d'ample i 7cm d'alçada amb una copa interior de 10cm d'ample i 5cm de profunditat.
La posta és d'entre 2 i 5 ous, aquests són de color blanc blavós a blanc grisenc amb taques i tacat amb matisos marrons, sovint amb més intensitat a l'extrem més gros. Els polls neixen indefensos amb els ulls tancats i amb el plomall blanc escàs.

## Taxonomia
Es reconeixen set subespècies:
- A. m. fisheri (Chapman, 1899) es troba per tota la costa del golf dels Estats Units.
- A. m. macgillivraii (Audubon, 1834), localitzada des de Carolina del Nord fins al nord-est de Florida.
- A. m. maritima (A. Wilson, 1811) – subespècie nominal, es troba des de Nou Hampshire fins al nord de Carolina del Nord (nord-est a est dels USA)
- A. m. mirabilis (A. H. Howell, 1919) - Anomenat sit pardalenc costaner del Cap Sable.
- A. m. nigrescens (Ridgway, 1874) - †[8]
- A. m. peninsulae (J. A. Allen, 1888) - es troba al nord-oest i oest de Florida (sud-est d'USA)
- A. m. sennetti (J. A. Allen, 1888)